# ShowView
 (mai 2023).
Si vous disposez d'ouvrages ou d'articles de référence ou si vous connaissez des sites web de qualité traitant du thème abordé ici, merci de compléter l'article en donnant les références utiles à sa vérifiabilité et en les liant à la section « Notes et références ».

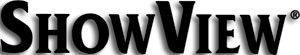
Logo de ShowView.

ShowView en Europe et Afrique du Sud, VCR Plus+ au Canada et aux États-Unis, G-Code au Japon, Chine et Océanie, ou VidéoPlus+ au Royaume-Uni et Irlande, est un produit de la firme américaine Gemstar (en) dont la fonction principale est la programmation simplifiée de l’enregistrement vidéo d’un programme de télévision.
L'horaire de début, l'horaire de fin, le numéro de la chaîne et la date de diffusion d'une émission étaient représentés par un code à plusieurs chiffres (souvent 6 à 8). Ce code était indiqué sur les guides des programmes télévisés ; sa saisie sur un enregistreur vidéo permettait de programmer l'enregistrement très simplement.
Les données étaient communiquées à la presse spécialisée par les différentes chaînes plusieurs semaines avant la diffusion ; de ce fait, ce système ne pouvait pas tenir compte d’un changement d’horaire de dernière minute et l'enregistrement ne se faisait pas dans ce cas de manière complète. De la même manière, le système ShowView ne pouvait pas tenir compte, le jour même de la diffusion, de tout retard (ou avance), ce qui pouvait également engendrer un enregistrement incomplet.

## Fonctionnement
Le système est apparu à la fin des années 1980, lorsque la majorité des foyers possédaient un magnétoscope dont la programmation pouvait s'avérer ardue. Il est apparu initialement sous le format d'une télécommande compatible dédiée qui devait pointer le récepteur infrarouge du magnétoscope à l'heure prévue. Par la suite, le système a été intégré dans les appareils ou leur télécommande.
Un code de un à 8 chiffres entré dans l'appareil permettait de programmer automatiquement un programme selon les critères : jour du mois, heure de début, durée par intervalle de 5 minutes et numéro de la chaîne de 1 à 125. L'utilisateur devait optionnellement par la suite choisir sa fréquence (quotidienne, hebdomadaire, samedi et dimanche) et la vitesse du ruban (SP, EP/SLP). La réutilisation d'un code pour une journée précédente ne correspondait pas exactement aux mêmes résultats.
Le numéro de la chaîne publié dans les guides des programmes était unique. Une table de conversion (publiée dans les guides des programmes) devait alors être établie dans l'appareil afin de faire correspondre le numéro de la chaîne utilisé pour générer le code avec le numéro du canal où la chaîne était réellement programmée dans le récepteur (par exemple, la chaîne 75 pouvait correspondre à une chaîne spécialisée qui se trouve réellement à la chaîne 35 sur le câble d'un opérateur donné).
Vers la moitié des années 2000, les magazines télé ont abandonné la publication des codes ShowView, devenus obsolètes avec l'utilisation des enregistreurs numériques et la programmation à l'écran.